# Luiz Simas
Não confundir:Luiz Antônio Simas
Luiz Paulo Simas (Rio de Janeiro, 6 de fevereiro de 1948) é um compositor, cantor e pianista de música popular brasileira. É conhecido por ter sido o primeiro músico do Rio de Janeiro a utilizar-se, em suas apresentações artísticas, de um sintetizador sonoro. Compôs e gravou efeitos sonoros para inúmeras emissoras de rádio e televisão do Brasil, com destaque para o “plim plim”, marca sonora da Rede Globo.
Participou das bandas Agora-4, Módulo 1000 e Vímana. Também participou de gravações e apresentações de artistas tais como, entre outros, Raul Seixas, Roberto Carlos, Elza Soares, Marília Pêra, Lobão, Ritchie, Oswaldo Montenegro e Amelinha. Desde 1989, está radicado nos Estados Unidos.
Entre os cantores que interpretaram suas canções, estão Ana Caram (“Maybe”), Marilynn Mair (“Chorinho com bossa”), Ritchie (“Sombra da partida”) e Gil, da Banda Beijo (“Sombra da partida”).

## Biografia
No ano de 1989, o músico se mudou para Nova York, onde passou a atuar como pianista solista, em locais como  o Brooklyn Conservatory, o Greenwich House Music School, Weill Recital Hall at Carnegie Hall, Rutgers University, SOBs, Village Gate, The Spanish Institute, The Ballroom, Polish Consulate, Rocky Mountain Ragtime Festival, entre outros.
Trabalhou com Elza Soares, tendo sido seu diretor musical em sua apresentação no Village Gate. Também apresentou-se junto à cantora norte-americana Natalie Carter.
No ano de 1997, gravou o CD “Recipe for Rhythm”, com canções de sua autoria, tais como “Sugar Reef”, “You Never Know”, “If She Asks Him”, “Ember in the Dark”, “Wake up”, “Maybe” e “Another Cloudy Day”. Estas canções possuem letras em inglês, e são co-assinadas por Ellen Schwartz. Algumas canções possuem também trechos em português de sua autoria.
Já em 1998, lançou o disco “New Chorinhos From Brazil”, em formato CD, contendo também apenas composições próprias, tais como “Chorinho das comadres”, “Chorinho com bossa”, “Saltitante”, “Chorinho Bachiano”, “A ladeira do sobe-e-desce”, “Preguiçoso”, “Endiabrado”, “Teimosa”, “Do coração” e “Chorinho do mar”.
No ano 2000, gravou o CD instrumental “Impromptu”, onde constavam canções tais como “Serenamente”, “O guaxinim e a preá”, “Outono”, “Vamos lá!”, “Alameda”, “Sorvete colore”, “Hã?”, “Portugal”, “Suave samba-duro”, “As flores da Maria”, “Profecia” e “Chorinhozinho”.
Apresentou-se no Carnegie Hall em 2003, onde, como músicos convidados, apresentaram-se Mauro Refosco (percussão), Barbara Blonska (flauta) e Steve Kowarsky (baixo). Esse concerto teve uma segunda apresentação na Celebração de Gala da organização NYDAI, no consulado polonês, em Manhattan, no mesmo ano, ocasião em que, com o percussionista Jorge Amorim, foi gravado ao vivo e lançado, sob o título de “Luiz Simas Live in New York City”, disco em que constam as obras “The Legend of the Enchanted Lagoon”, “Blue Hyacinth”, “For J.S.Bach”, “Chorinho com bossa” e “Twisted samba”, todas de sua autoria, além de canções de, entre outros, Ernesto Nazareth, Heitor Villa-Lobos, Waldir Azevedo, Jacob do Bandolim, Tom Jobim e Newton Mendonça.
Em 2004, esteve de passagem pelo Brasil, onde se apresentou no Mistura Fina (RJ), quando músicos como Claudio Nucci, Mú Carvalho, Lobão e Ritchie, entre outros, também se apresentaram.